# Hørmested Sogn
Hørmested Sogn er et sogn i Hjørring Nordre Provsti (Aalborg Stift).
I 1800-tallet var Hørmested Sogn anneks til Tolne Sogn. Begge sogne hørte til Horns Herred i Hjørring Amt. Trods annekteringen var Tolne og Hørmested selvstændige sognekommuner. Ved kommunalreformen i 1970 blev de begge indlemmet i Sindal Kommune, som ved strukturreformen i 2007 indgik i Hjørring Kommune.
I Hørmested Sogn findes Hørmested Kirke og herregården Høgholt.
I sognet findes følgende autoriserede stednavne:
- Bjørnehøj (areal)
- Bjørnemose (bebyggelse)
- Bredsig (bebyggelse)
- Hammerholt (bebyggelse)
- Hedelund (bebyggelse)
- Hørmested (bebyggelse)
- Lysmose (bebyggelse)
- Sekshusene (bebyggelse)
- Skrejborg (bebyggelse)
- Skørbæk (bebyggelse)
- Stensbæk (bebyggelse)
- Tislum (bebyggelse)